# なかじままり
なかじま まり（なかじま まり、1962年1月6日 - ）は、日本の女優・ものまねタレント。福岡県福岡市出身。血液型はA型。所属は、株式会社フロム・ファーストプロダクション。

## 来歴
九州造形短期大学卒業後、上京して演劇集団 円の研究生になり、卒業後の1988年に村井のりこの芸名でマルサの女2のソープ嬢役でデビューした。この頃から物真似の営業をし始める。
九州造形短期大学の時、同キャンパス内の九州産業大学・演劇研究会で松尾スズキらと芝居をし、卒業後も、株式会社電気ビルに就職するも、松尾氏の作品に出演。
その後も「あげまん」や「大病人」と伊丹プロ作品などに端役出演する傍ら、『まこ＆のりこ』で漫才師としても活動。
マルサの女の出演がきっかけで、黒木和雄監督の「浪人街」のに鷹の役で出演する。その「浪人街」で共演した石橋蓮司氏率いる、劇団第七病棟に客演。
1994年の『日本ものまね大賞』（現・『爆笑そっくりものまね紅白歌合戦スペシャル』）でピンの怪奇系ものまねタレントに転じ、中島マリに改名。以来、テレビ・舞台で活躍している。
2009年のM-1グランプリには、鳩山来留夫とのコンビ『鳩山夫妻』を組んで、中島は「似幸（にゆき）夫人」として出場した（10月26日に1回戦出場）。
2009年10月、「中島マリ」から「なかじままり」へと改名した。
2016年12月6日、日本テレビ系列『ものまねグランプリ』に出場した、ガリベンズ矢野の扮するくりぃむしちゅー上田で再現された「ものまねしゃべくり7」にて、小池百合子のものまねで登場した。
YouTube向け動画として「なかじままりのフィーバーしましょ」を不定期配信し、ものまね王座の思い出や裏側を語っている。
2013年より「なかじままりのひとりものまね王座決定戦」も不定期配信中。
2016年6月、ニューヨーク公演を実施。ウッディ・アレン、バーブラ・ストライサンドらが立ったキャバレー、Duplexで、トシ・カプチーノプロデュースで、なかじままりものまねショーを二日間開催し、大成功をおさめた。
2016年、『24時間テレビ』内にて、指原軍団の最年長メンバーとして出演。指原莉乃本人との共演を果たす。

## ものまねレパートリー
「声や歌などの要素は似ているが、外見や挙動は化け物じみた奇怪さも兼ね備える」というのが特徴である。白塗りの顔や必要以上にオーバーアクションや濃い化粧などをするのがお決まりになっているが、下ネタは少ない。ネタは芸名の由来となった十八番とも言える中島みゆきを筆頭に中村玉緒、伊藤咲子と言った熟女や政治家、昭和のアイドルが多く、野際陽子もキイハンター時代ではなくて今の野際で非情のライセンスを披露している。レッツゴーよしまさは彼女のひまわり娘に衝撃を受けてモノマネを始め、彼女の追っかけまでしていたと言う。後に弟子入りし、動画配信を彼に依頼している。
- 青江三奈
- 天地真理
- 安藤優子
- 石川さゆり
- 石野真子
- 泉ピン子
- 市原悦子
- 五輪真弓
- 伊藤咲子
- 内館牧子
- 欧陽菲菲
- 大原麗子
- 鬼束ちひろ
- 小保方晴子
- 葛城ユキ
- 岸田今日子
- 岸千恵子
- 北原ミレイ
- 黒柳徹子
- 小池百合子
- 小泉今日子
- 越路吹雪
- 小林幸子
- 桜田淳子
- 櫻井よしこ
- 指原莉乃
- 沢口靖子
- 椎名林檎
- 島倉千代子
- ジュディ・オング
- 鈴木その子
- 瀬戸内寂聴
- 園まり
- 高市早苗
- 滝川クリステル
- 田中真紀子
- ちあきなおみ
- ちびまる子ちゃん
- デヴィ・スカルノ
- テレサ・テン
- 中島みゆき
- 中村玉緒
- 中森明菜
- 野際陽子
- 鳩山幸（鳩山似幸名義で）
- 浜崎あゆみ
- 原田悠里
- 引田天功
- ペギー葉山
- 松田聖子
- 松任谷由実
- 未唯
- 美空ひばり
- 南野陽子
- 都はるみ
- 桃井かおり
- 森高千里
- 森山良子
- 元谷芙美子
- 八代亜紀
- 泰葉
- 山瀬まみ
- 山本リンダ
- 由紀さおり
- 雪村いづみ

など

## 出演

### テレビドラマ
- 教師びんびん物語II 第1回「帰ってきた龍之介」（1989年、フジテレビ）
- 女と愛とミステリー 嘱託刑事・小山田昭平「旅路の果て」（2001年、テレビ東京） - 喫茶店のママ役
- 火曜サスペンス劇場「身辺警護10」（2002年、日本テレビ）
- 土曜ワイド劇場 （テレビ朝日）
  - 「タクシードライバーの推理日誌17」（2003年）
  - 「東京駅お忘れ物預り所3」（2009年） - 林洋子 役
  - 「逆転報道の女2」（2013年、朝日放送）
- 水曜ミステリー9「猪熊夫婦の駐在日誌4」（2007年、テレビ東京）
- 警視庁捜査一課9係（2008年） - 大室和子 役
- 東京・超人クラブ[リンク切れ]（2011年3月10日 - 、あっ!とおどろく放送局）月1出演
- コレってアリですか?（2011年5月31日、6月14日） - 「バカ夫vs妻 離婚劇場」のオチで流される中島みゆきの「わかれうた」の替え歌の歌い手（声の出演）
- コウノドリ 第2シリーズ 第7話（2017年11月24日、TBS） - 安部愛子 役
- 夫よ、死んでくれないか 第2話・第5話（2025年4月14日・5月5日、テレビ東京） - 甲本和枝 役[3]
- 大追跡〜警視庁SSBC強行犯係〜 第6話（2025年8月13日、テレビ朝日） - 諸星明里 役[4]

### 映画
- マルサの女2（1988年） - ソープランド嬢「もえよ」 役（村井のりこ名義）
- お色気戦隊 熟レンジャー（2012年） - 緑川幸子 役[5]
- スキャナー 記憶のカケラをよむ男（2016年） - 巣鴨響子（島倉千代子のモノマネ芸人） 役
- 君たちはまだ長いトンネルの中（2022年）-田原町ゆり子 役

### 劇場アニメ
- クレヨンしんちゃん 嵐を呼ぶ黄金のスパイ大作戦（2011年）イツハラ